# وضحه البلوشی
وضحه البلوشی (انگلیسی: Wadha Al-Balushi؛ زادهٔ ۳۰ نوامبر ۱۹۸۹) تیرانداز زن اهل عمان است. وی در بازی‌های المپیک تابستانی ۲۰۱۶ شرکت کرده‌است.